# Darja Igorewna Klischina
Darja Igorewna Klischina (russisch Да́рья И́горевна Кли́шина, engl. Transkription Darya Igorevna Klishina; * 15. Januar 1991 in Twer, Russische SFSR, Sowjetunion) ist eine russische Weitspringerin.

## Leben
Klischina wurde 2007 in Ostrava Jugendweltmeisterin im Weitsprung. Bei den Junioreneuropameisterschaften 2009 in Novi Sad gewann sie die Goldmedaille. 2010 belegte sie bei den Hallenweltmeisterschaften in Doha den fünften Platz. Im selben Jahr steigerte sie ihre persönliche Bestleistung auf 7,03 m und erzielte damit einen russischen Juniorenrekord. Auf den Juniorenweltrekord der Deutschen Heike Drechsler fehlten ihr elf Zentimeter. In der IAAF Diamond League feierte sie Siege bei der DN Galan in Stockholm sowie beim London Grand Prix und wurde in der Gesamtwertung Zweite hinter der US-amerikanischen Weltmeisterin Brittney Reese.
Bei den Halleneuropameisterschaften 2011 in Paris errang Klischina die Goldmedaille vor der Portugiesin Naide Gomes und ihrer Landsfrau Julija Pidluschnaja. In der Freilaufsaison feierte sie bei den U23-Europameisterschaften in Ostrava einen weiteren Sieg und steigerte ihre persönliche Bestleistung auf 7,05 m. Bei den Weltmeisterschaften in Daegu blieb sie dagegen unter ihren Möglichkeiten und belegte mit 6,50 m nur den siebten Platz.
Bei den Leichtathletik-Hallenweltmeisterschaften 2012 in Istanbul belegte Klischina den vierten Platz. Als Vierte der russischen Meisterschaften verpasste sie dagegen überraschend die Teilnahme an den Olympischen Spielen in London.
Bei den Halleneuropameisterschaften 2013 in Göteborg verteidigte sie ihren Titel mit einer Weite von 7,01 m erfolgreich. Eine weitere Goldmedaille gewann sie bei der Universiade in Kasan, ehe sie bei den Weltmeisterschaften im eigenen Land mit einer Weite von 6,76 m nur Siebte wurde.
Bei ihrer ersten Teilnahme an einer Freiluft-Europameisterschaft, 2014 in Zürich, gewann sie die Bronzemedaille.
Bei den Olympischen Spielen 2016 in Rio de Janeiro war sie die einzige russische Leichtathletin. 2017 erzielte sie im Finale bei den Leichtathletik-Halleneuropameisterschaften den vierten Platz mit 6,84 m. Sie startete unter neutraler Flagge.
Bei den Leichtathletik-Weltmeisterschaften 2017 in London gewann sie mit einer Weite von 7,00 Meter die Silbermedaille. Erneut musste sie sich dabei Brittney Reese (7,02 Meter) geschlagen geben.
Die Saison 2018 ließ Klischina aus und wechselte zu Dwight Phillips.

## Bestleistungen
(Stand: 20. November 2018)
- Weitsprung: 7,05 m (+ 1,1 m/s), 17. Juli 2011, Ostrava
  - Halle: 7,01 m, 2. März 2013, Göteborg